# Olas skifte
Olas skifte este o arie protejată (arie specială de conservare — SAC, sit de importanță comunitară — SCI) din Suedia întinsă pe o suprafață de 305,4 ha, integral pe uscat.

## Localizare
Centrul sitului Olas skifte este situat la coordonatele 60°01′22″N 18°18′25″E / 60.0229°N 18.307°E.

## Înființare
Situl Olas skifte a fost declarat sit de importanță comunitară în ianuarie 1997 pentru a proteja 2 specii de plante și 1 specie de animale. Situl a fost protejat și ca arie specială de conservare în martie 2011.

## Biodiversitate
Situată în ecoregiunea boreală, aria protejată conține 5 habitate naturale: Păduri caducifoliate de mlaștină fino-scandinave, Taiga vestică, Mlaștini împădurite, Păduri fino-scandinave bogate în ierburi cu Picea abies, Păduri caducifoliate bătrâne naturale hemiboreale fino-scandinave (Quercus, Tilia, Acer, Fraxinus sau Ulmus) bogate în specii epifite.
La baza desemnării sitului se află mai multe specii protejate:
- plante (2): Buxbaumia viridis, Herzogiella turfacea
- nevertebrate (1): Cucujus cinnaberinus